# Idiotypa
Idiotypa is een geslacht van vliesvleugelige insecten uit de familie Diapriidae.

## Soorten
- I. marii Gregor, 1939
- I. maritima (Haliday, 1833)
- I. nigriceps Kieffer, 1909
- I. rufiventris (Thomson, 1859)